# Venantius Fortunatus

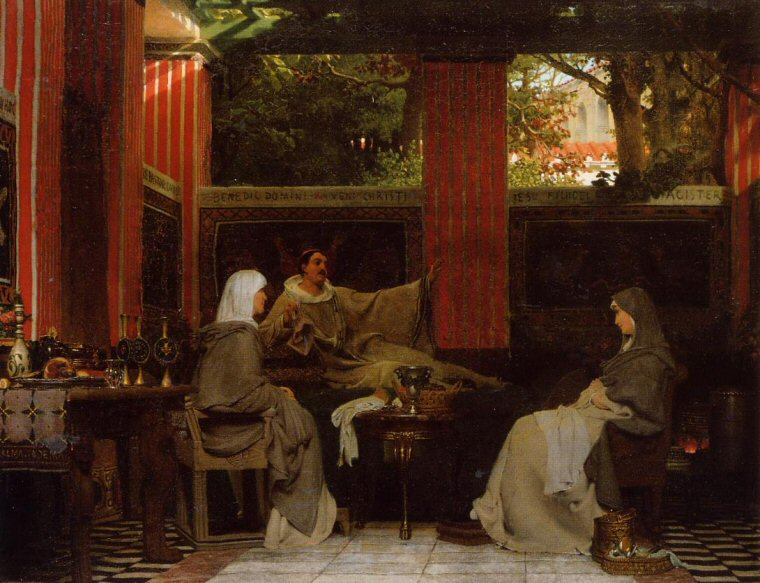
Venantius Fortunatus leest zijn gedichten voor aan Radegonda VI. Lourens Alma Tadema (1862).

Venantius Honorius Clementianus Fortunatus (Valdobbiadene bij Treviso (Italië), ca. 536  - Poitiers (Frankrijk), 14 december 610) was een dichter uit de Merovingische tijd en bisschop van Poitiers. 
Hij was bevriend met Gregorius van Tours. Fortunatus wordt beschouwd als een van de belangrijkste dichters op de overgang van de oudheid en de vroege middeleeuwen. Enkele van zijn hymnen, met name het Pange lingua en Vexilla regis, behoren tot de bekendste uit de Romeinse liturgie.

## Leven
Venantius wordt gezien als de laatste Romeinse dichter van de late oudheid (Friedrich Leo), maar ook als de eerste dichter uit de Middeleeuwen (Franz Brunhölzl). Hij kreeg zijn klassieke opleiding in Ravenna, de zetel van het Oost-Romeinse gouverneur in Italia. Hij was zeer vertrouwd met de klassieke dichters zoals Vergilius, Horatius, Martialis, Paulinus van Nola en Prudentius. In 565, het laatste jaar van de regering van keizer Justinianus  ging hij op bedevaart naar Tours in Gallië om daar het graf van de heilige Martinus van Tours te bezoeken. Hij wilde de heilige bedanken voor zijn genezing van een oogkwaal. Hij reisde eerst over de Alpen naar Raetia (het huidige Zwitserland), vandaar naar Mainz, Keulen en Trier en ten slotte via Verdun, Metz en Parijs naar Tours. Onderweg vond hij een gastvrij onthaal bij bisschoppen en edelen, die hij met gelegenheidsgedichten voor hun gastvrijheid bedankte.
In Metz schreef hij ter gelegenheid van het huwelijk van de Austrasische koning Sigebert I met de Visigotische prinses Brunechildis een bruiloftsgedicht naar het voorbeeld van de antieke Epithalamium, wat hem de toegang tot de wereldlijke en geestelijke bovenlaag van het Frankische Rijk verschafte. Hij dichtte er over een bootreis op de Moezel tussen Metz en Andernach, twee residentiesteden van het koninkrijk Austrasië. Het gedicht is getiteld De Navigio Suo (Latijn: over zijn reis); hij begeleidde de jonge koning Childebert II op zijn Moezelreis. Het lukte Venantius ook om andere begunstigers te vinden, waaronder  Eufronius van Tours, die uit een senatoriale familie afkomstig was. 
Door zijn aanbeveling lukte het Venantius in 567 naar Poitiers te komen. Daar bouwde hij een persoonlijke relatie op met Radegundis, de weduwe van koning Chlotarius I, en haar pleegdochter Agnes, die zich beide in een klooster teruggetrokken hadden. Venantius werd priester en kapelaan van het klooster. In opdracht van Radegundis ondernam Venantius, die intussen een uitstekende reputatie als Latijns dichter genoot, meerdere reizen. Ook literair was hij voor Radegundis actief. Hij stond verder in contact met vele opmerkelijke tijdgenoten, in het bijzonder met bisschop Gregorius van Tours, die ook een van begunstigers was. Tegen het einde van zijn leven werd Venantius Fortunatus bisschop van Poitiers.